# Noe Trauman
Noe Trauman (hiszp. Noél Trauman, ur. 1 stycznia?/13 stycznia 1868 w Łodzi, zm. 2 lipca 1912 w Buenos Aires) – polski przestępca, pochodzenia żydowskiego. Założyciel organizacji przestępczej Cwi Migdal, działającej na terenie Argentyny i Brazylii.

## Życiorys
Był synem szewca Mayera i Liby Traumanów. Miał czworo braci i trzy siostry. W 1888 poślubił w Warszawie Franciszkę Magdalenę Grzivatz. Para w tym samym roku wyemigrowała do Argentyny. Trauman w Argentynie zajmował się stręczycielstwem, lichwiarstwem i handlem ludźmi, w ramach założonej przez siebie organizacji przestępczej, działającej od lat 90. XIX w., początkowo pod nazwą Warszawskiego Towarzystwa Wzajemnej Pomocy w Buenos Aires, oficjalnie zarejestrowanego 7 maja 1906, które w późniejszym okresie zmieniło nazwę na Cwi Migdal. Trauman został pierwszym oficjalnym prezesem organizacji, która zatrudniała jednocześnie ponad 300 przestępców, zarządzała siecią domów publicznych, oraz uprowadzała z Europy Wschodniej młode kobiety, kusząc wizją dostatniego życia.
Trauman prawdopodobnie miał cztery żony jednocześnie. Oficjalnie drugi raz ożenił się z Sarą z domu Dessel (w 1907), ponadto miał poślubić dwie kobiety w obrządku hebrajskim. Kobiety te były odpowiedzialne za prowadzenie domów publicznych organizacji Traumana, a małżeństwo z nim, miało zapewnić im protekcję.
Trauman Zmarł w wyniku zapalenia płuc. Został pochowany na cmentarzu cmentarzu w Avellaneda w Buenos Aires.
Życiorys Traumana nie został szczegółowo rozpoznany. Wiele z publikacji przedstawia sprzeczne bądź niepotwierdzone informacje, przypisując mu walkę z caratem, dokonywanie zamachów bombowych na carskich żołnierzy, a także działalność anarchistyczną, czy przyjaźń z Michaił Bakuninem (który zmarł, gdy Trauman miał 8 lat). Znaczna część z przypisywanej mu działalności stanowi fikcję literacką i pochodzi m.in. z tomu X komiksu Corto Maltese autorstwa Hugo Pratta (1987) oraz książki Gerardo Bra, La organización negra: la increíble historia de la Zwi Migdal (1982), a przedstawione w nich wydarzenia nie w pełni zostały udowodnione.

## Odniesienia w kulturze
Postać Noe Traumana pojawia się m.in.:
- w prologu autorstwa Juana Antonia de Blasa(inne języki) do włoskiego wydania komiksu z serii Corto Maltese (tom X pt. „Tango”) autorstwa Hugo Pratta z 1987 roku[7][8][9][6][1],
- w 1 sezonie argentyńskiej telenoweli „Argentina, tierra de amor y venganza”(inne języki) (2019), której akcja rozgrywa się w latach 30. XX w. w Argentynie[1],
- na kartach powieści Elsa Drucaroff „Piekło obiecane” (2006), w której wymieniany jest z nazwiska[4],

Noe Trauman mógł stanowić inspirację dla sportretowania kryminalisty Haffnera „Melanholijnego Alfonsa” w powieści „Siedmiu szaleńców” (1929) Roberto Arlta.